# 汉口新泰大楼旧址
汉口新泰大楼旧址，位于中华人民共和国湖北省武漢市江岸区沿江大道158号兰陵路口，原为俄国商人所开办的新泰洋行大楼，竣工于1924年。现为国家粮食和物资储备局湖北局办公大楼，并于2019年列为全国重点文物保护单位。

## 新泰洋行
鄂南湘鄂交界一带自明清以来盛产茶叶并销往北方乃至俄罗斯西伯利亚地区。鸦片战争后俄国茶商获得了清政府的贸易许可，一些用于俄商专营茶叶生意的洋行在汉口相继设立，新泰洋行便是其中之一。除洋行本业外，新泰洋行还下设新泰茶厂，其中红茶厂在兰陵路7—11号，砖茶厂在洞庭街36—40号。民国16年（1917年）后，俄商在汉口的洋行业务大多停闭，而新泰洋行业务改由英商接手。
民国10年（1921年），新泰洋行在汉口俄租界河滨街列尔宾街口（今沿江大道兰陵路口）拆除原有建筑并修建新的洋行大楼，此便是汉口新泰大楼旧址。民国13年（1924年）竣工，此后建筑由新泰洋行使用，直至七七事变后彻底停止业务。

## 建筑
该建筑由景明洋行设计，永茂昌营造厂承建。建筑为钢筋混凝土结构，设计方在设计这座大楼时保留了诸如三段构图、圆柱、塔楼等古典主义建筑风格，但在该风格之下又对纹饰雕刻等装饰多有简省，使得建筑外观在显得简洁的同时又不失庄重。

## 保护情况
1993年7月28日，建筑以“新泰大楼”之名被武汉市人民政府列入第一批武汉市优秀历史建筑。
2008年3月27日，以“汉口俄商新泰大楼”的名义被湖北省人民政府列为第五批湖北省文物保护单位；2019年10月7日，建筑作为汉口近代建筑群的子项被中华人民共和国国务院列入第八批全国重点文物保护单位。
建筑作为文物的保护范围：汉口新泰大楼旧址（汉口俄商新泰大楼）及周围一定范围。以大楼外墙为界，东南面向外延伸4米至沿江大道西侧规划道路红线，西南面向外延伸3米至兰陵路现状道路边线，西北面、东北面各向外延伸20米。
建筑作为文物的建设控制地带：以保护范围为界，东南面向外延伸20米至沿江大道规划道路中线，西南面向外延伸4米至兰陵路规划道路中线，西北面向外延伸54米，东北面向外延伸30米。